# Enicospilus akainus
Enicospilus akainus är en stekelart som beskrevs av Ian D. Gauld och Mitchell 1978. Enicospilus akainus ingår i släktet Enicospilus och familjen brokparasitsteklar. Inga underarter finns listade i Catalogue of Life.